# Philodromus ashae
Philodromus ashae este o specie de păianjeni din genul Philodromus, familia Philodromidae, descrisă de Gajbe și Gajbe, 1999. Conform Catalogue of Life specia Philodromus ashae nu are subspecii cunoscute.